# André Lamoglia
André Lamoglia Agra Gomes (* 4. srpna 1997 Rio de Janeiro) je brazilský herec. Proslavil se zejména svými rolemi v seriálech na televizním kanálu Disney Channel a také rolí středoškoláka ve španělském teenagerském dramatickém seriálu Elita.

## Filmografie

### Televize
| Rok        | název                    | Role                  | Poznámky                      |
| ---------- | ------------------------ | --------------------- | ----------------------------- |
| 2016       | Segredos de Justiça      | Tomáz Pachá           | náhradník                     |
| 2017–2019  | Juacas                   | Rafael Santos Moreira | hlavníá postava               |
| 2017       | 1 Contra Todos           | Zévio's friend        | spoluúčast                    |
| 2017       | Detetives Do Prédio Azul | Bóris                 | spoluúčast                    |
| 2017       | Rock Story               | Boy at party          | spoluúčast                    |
| 2020       | Bia                      | Luan                  | hlavní role (2. série)        |
| 2021       | Bia: Un mundo al revés   | Luan                  | hlavní role (special episode) |
| 2022–dosud | Elita                    | Iván Carvalho         | hlavní role (od 5. řady)      |
| 2024       | Blood & Water            | Iván Carvalho         | TBA (od 4. série)             |

### Filmografie
| Rok  | Název          | Role   | Režie            |
| ---- | -------------- | ------ | ---------------- |
| 2018 | De Novo, Não   | –      | Kéfera Buchmann  |
| 2019 | Eu Sou Mais Eu | Vítor  | Pedro Amorim     |
| 2019 | The Traitor    | Felipe | Marco Bellocchio |